# Jan Adriaan van Zuylen van Nijevelt
Jan Adriaan baron van Zuylen van Nijevelt (Rotterdam, 25 augustus 1776 - Leeuwarden, 29 maart 1840) was een Nederlands politicus en bestuurder.
Van Zuylen van Nijevelt was een telg uit een bekend adellijk geslacht. Zijn belangrijkste functie was die van gouverneur van Friesland van 1826 to 1840.
Zijn broer Hugo van Zuylen van Nijevelt was minister en minister van Staat.
Een dochter van baron van Zuylen van Nijevelt uit diens huwelijk met Quirina Catharina Petronella Teding van Berkhout (1789-1866), Adriana Maria van Zuylen van Nyevelt, trouwde in 1847 met Thierry baron van Brienen van de Groote Lindt, een bekend kunstverzamelaar, kamerheer en adviseur van koning Willem III.
- Biografisch Portaal: 36978043
- International Standard Name Identifier: 0000 0003 9537 2781
- Nederlandse Thesaurus van Auteursnamen: 273435450
- Parlement.com: vg09llz7vkz9
- Virtual International Authority File: 290087275